# Michel Fragasso
Pour les articles homonymes, voir Fragasso.
Michel Fragasso (1888-1954), originaire de Cerignola, dans la province de Foggia en Italie est un ingénieur québécois ayant participé à la conception et la réalisation de plusieurs infractures publiques au Québec, Canada. Il avait épousé Clara Taché, fille de l'architecte Eugène-Étienne Taché lequel est l'auteur des plans du parlement du Québec, du manège militaire de Québec ainsi que de la devise du Québec: "Je me souviens".

## Biographie
Au terme de ses études d'ingénieur à Liège, Michel Fragasso immigra au Québec en 1912 pour y faire carrière comme ingénieur. En sus d'avoir participé à la construction du pont de Québec vers 1913, cet ingénieur érigea plusieurs barrages, notamment ceux des lacs Jacques-Cartier, dans la réserve faunique des Laurentides, et du lac Sautauriski, situé dans le parc national de la Jacques-Cartier.
Le toponyme « lac Fragasso  » a été officialisé le 19 octobre 1990 par la Commission de toponymie du Québec évoquant l'oeuvre de vie de Michel Fragasso.